# Syssphinx
Syssphinx — рід лускокрилих з родини сатурнієвих, підродини Ceratocampinae.

## Систематика
До складу роду входять:
- Syssphinx bisecta (Lintner, 1879) — Північні і східні США
- Syssphinx bicolor (Harris, 1841) — Північні і східні США, Мексика
- Syssphinx heiligbrodti (Harvey, 1877) — Техас, Мексика
- Syssphinx hubbardi (Dryar, 1902) — Техас, Нью-Мексико, Аризона, Каліфорнія
- Syssphinx blanchardi (Ferguson, 1971) — Техас
- Syssphinx montana (Packard, 1905) — Аризона, Мексика
- Syssphinx raspa (Boisduval, 1872) — Аризона, Мексика
- Syssphinx albolineata (Grote & Robinson, 1866) — Техас, Мексика
- Syssphinx quadrilineata (Grote & Robinson, 1867) — від Мексики до Панами, Венесуела, Гватемала, Еквадор
- Syssphinx xanthina (Lemaire, 1984) — Гватемала
- Syssphinx molina (Cramer, 1780) — Мексика, Гватемала і Суринам
- Syssphinx bidens (Rothschild, 1907) — Еквадор
- Syssphinx amena (Travassos, 1941) — Еквадор
- Syssphinx colla (Dyar, 1907) — Мексика
- Syssphinx colloida (Dyar, 1925) — Мексика
- Syssphinx digueti (Bouvier, 1929) — Мексика
- Syssphinx gomezi (Lemaire, 1984) — Мексика
- Syssphinx malinacoensis (Lemaire, 1975) — Мексика
- Syssphinx mexicana (Boisduval, 1872) — Мексика
- Syssphinx modena (Dyar, 1913) — Мексика
- Syssphinx pescadori  (Lemaire, 1988) — Мексика
- Syssphinx yucatana  (Druce, 1904) — Мексика
- Syssphinx isias (Boisduval, 1872) — Мексика